# Canoë-kayak aux Jeux africains de 2019
Navigation
2011
Les compétitions de canoë-kayak aux Jeux africains de 2019 ont lieu du 28 au 30 août 2019 à Salé, au Maroc. 

## Médaillés

### Hommes
| K1 200 m   | Chrisjan Coetzee (RSA)                                                    | Mohamed Ali Mrabet (TUN)                                    | Ali Ahmed (EGY)                                                                 |  |  |  |
| K1 1 000 m | Mohamed Ali Mrabet (TUN)                                                  | Louis Hattingh (RSA)                                        | Oussama Djabali (ALG)                                                           |  |  |  |
| K2 200 m   | Afrique du Sud Chrisjan Coetzee Jaryd Gibson                              | Égypte Momen Mahran Ali Ahmed                               | Tunisie Outail Khatali Mohamed Ali Mrabet                                       |  |  |  |
| K2 1 000 m | Afrique du Sud Jaryd Gibson Louis Hattingh                                | Tunisie Outail Khatali Mohamed Ali Mrabet                   | Égypte Ahmed El Bedhiwy Amr Abouzeid                                            |  |  |  |
| K4 500 m   | Afrique du Sud Chrisjan Coetzee Jaryd Gibson Louis Hattingh Sifiso Masina | Égypte Amr Abouzeid Ali Ahmed Ahmed El Bedhiwy Momen Mahran | Algérie Abdelhamid Djellouli Ayoub Haidra Samir Laouar Abderrahmane Ouldkaddour |  |  |  |
|            |                                                                           |                                                             |                                                                                 |  |  |  |
| C1 200 m   | Ghailene Khattali (TUN)                                                   | Joaquim Lobo (MOZ)                                          | Buly da Conceição Triste (STP)                                                  |  |  |  |
| C1 1 000 m | Ghailene Khattali (TUN)                                                   | Buly da Conceição Triste (STP)                              | Sanda Benilson (ANG)                                                            |  |  |  |
| C2 200 m   | Mozambique Nordino Mussa Tualibudine Mussa                                | Angola Manuel José Miego António Aldair Domingos Paulo Neto | Tunisie Mohamed Seifallah Kendaoui Ghailene Khattali                            |  |  |  |
| C2 1 000 m | Sao Tomé-et-Principe Buly da Conceição Triste Roque Fernandes dos Ramos   | Angola Manuel José Miego António Aldair Domingos Paulo Neto | Tunisie Mohamed Seifallah Kendaoui Ghailene Khattali                            |  |  |  |

### Femmes
| K1 200 m | Esti van Tonder (RSA)                                                         | Khaoula Sassi (TUN)                                           | Samaa Ahmed (EGY)                                              |  |  |  |
| K1 500 m | Esti van Tonder (RSA)                                                         | Khaoula Sassi (TUN)                                           | Samaa Ahmed (EGY)                                              |  |  |  |
| K2 200 m | Maroc Laila Bouchir Chaymaa Guemra                                            | Égypte Samaa Ahmed Farah Mohamed                              | Afrique du Sud Bridgitte Hartley Donna Hutton                  |  |  |  |
| K2 500 m | Afrique du Sud Bridgitte Hartley Donna Hutton                                 | Tunisie Afef Ben Ismail Khaoula Sassi                         | Égypte Habiba Ahmed Farah Mohamed                              |  |  |  |
| K4 500 m | Afrique du Sud Bridgitte Hartley Donna Hutton Nosipho Mthembu Esti van Tonder | Égypte Rawan Abouarram Habiba Ahmed Samaa Ahmed Farah Mohamed | Maroc Zina Aboudalal Laila Bouchir Chaymaa Guemra Salma Khabot |  |  |  |
|          |                                                                               |                                                               |                                                                |  |  |  |
| C1 200 m | Ayomide Emmanuel Bello (NGA)                                                  | Oulimata Ba Fall (SEN)                                        | Nedra Trabelsi (TUN)                                           |  |  |  |
| C1 500 m | Ayomide Emmanuel Bello (NGA)                                                  | Nedra Trabelsi (TUN)                                          | Combe Seck (SEN)                                               |  |  |  |
| C2 200 m | Nigeria Tubereferia Goodness Foloki Ayomide Emmanuel Bello                    | Sénégal Oulimata Ba Fall Combe Seck                           | Tunisie Ghada Belhaj Nedra Trabelsi                            |  |  |  |
| C2 500 m | Nigeria Tubereferia Goodness Foloki Ayomide Emmanuel Bello                    | Sénégal Oulimata Ba Fall Combe Seck                           | Tunisie Ghada Belhaj Nedra Trabelsi                            |  |  |  |

## Tableau des médailles
| Rang  | Nation               | Or | Argent | Bronze | Total |
| ----- | -------------------- | -- | ------ | ------ | ----- |
| 1     | Afrique du Sud       | 8  | 1      | 1      | 10    |
| 2     | Nigeria              | 4  | 0      | 0      | 4     |
| 3     | Tunisie              | 3  | 6      | 6      | 15    |
| 4     | Sao Tomé-et-Principe | 1  | 1      | 1      | 3     |
| 5     | Mozambique           | 1  | 1      | 0      | 2     |
| 6     | Maroc                | 1  | 0      | 1      | 2     |
| 7     | Égypte               | 0  | 4      | 5      | 9     |
| 8     | Sénégal              | 0  | 3      | 1      | 4     |
| 9     | Angola               | 0  | 2      | 1      | 3     |
| 10    | Algérie              | 0  | 0      | 2      | 2     |
| Total | Total                | 18 | 18     | 18     | 54    |